# Семіровиці
Семіровиці (пол. Siemirowice, нім. Schimmerwitz) — село в Польщі, у гміні Цевиці Лемборського повіту Поморського воєводства.
Населення — 1408 осіб (2011).
У 1975-1998 роках село належало до Слупського воєводства.

## Демографія
Демографічна структура станом на 31 березня 2011 року:
|          | Загалом | Допрацездатний вік | Працездатний вік | Постпрацездатний вік |
| -------- | ------- | ------------------ | ---------------- | -------------------- |
| Чоловіки | 729     | 176                | 515              | 38                   |
| Жінки    | 679     | 161                | 430              | 88                   |
| Разом    | 1408    | 337                | 945              | 126                  |